# Michela Ponzaová
Michela Ponzaová, nepřechýleně Michela Ponza (* 12. února 1979, Bolzano, Itálie), je italská biatlonistka.
Ve světovém poháru debutovala v roce 1998. Nejlépe v celkovém hodnocení skončila desátá v sezóně 2007/2008. Jedinou medaili na světovém šampionátu vybojovala na mistrovství světa 2013 v Novém Městě na Moravě, kde získala s ženskou štafetou bronzovou medaili. Itálii reprezentovala také na Zimních olympijských hrách 2002 v Salt Lake City, Zimních olympijských hrách 2006 v Turíně a Zimních olympijských hrách 2010 ve Vancouveru, kde se ale medailově neprosadila.